# Pobłocie Wielkie (przystanek kolejowy)
Pobłocie Wielkie – zlikwidowany przystanek kolei wąskotorowej (Kołobrzeska Kolej Wąskotorowa) w Pobłociu Wielkim, w województwie zachodniopomorskim, w Polsce.